# Erhard Mahne
Erhard Mahne (* 29. September 1931 in Bielefeld; † 4. Mai 2023 in Bad Salzuflen) war ein deutscher Politiker (SPD). Er war von 1979 bis 1980 Parlamentarischer Staatssekretär beim Bundesminister für Verkehr und für das Post- und Fernmeldewesen und von 1980 bis 1982 Parlamentarischer Staatssekretär beim Bundesminister für Verkehr.

## Leben und Beruf
Nach dem Besuch von Real- und Handelsschule absolvierte Erhard Mahne eine kaufmännische Ausbildung. Von 1956 bis 1964 war er Geschäftsführer des elterlichen Kurheimbetriebes. Etwa ab 1999 lebte Mahne in Oldenburg.

## Partei
1958 trat Mahne in die SPD ein. Von 1964 bis 1972 war er hauptberuflich Geschäftsführer ihres Unterbezirkes Lippe. Von 1973 an war er Vorsitzender des Unterbezirks und ab 1978 Mitglied des Parteirates der SPD.

## Abgeordneter
Mahne war von 1961 bis 1969 Mitglied des Kreistages des Landkreises Lemgo; von 1964 bis 1973 war er Mitglied des Rates der Stadt Bad Salzuflen und der Landschaftsversammlung Westfalen-Lippe. Bei den Bundestagswahlen 1972 und 1976 errang er jeweils das Direktmandat im Wahlkreis Detmold – Lippe. Nach einer Wahlkreisneueinteilung trat er 1980 im Wahlkreis Lippe I an und errang auch dort das Direktmandat. Als die Wahlperiode 1983 endete, schied er aus dem Bundestag aus. Anschließend war er 1984 bis 1994 wieder Mitglied des Rates der Stadt Bad Salzuflen.

## Öffentliche Ämter
Am 29. März 1979 wurde er als Parlamentarischer Staatssekretär beim Bundesminister für Verkehr und für das Post- und Fernmeldewesen in die von Bundeskanzler Helmut Schmidt geführte Bundesregierung berufen. Da nach der Bundestagswahl 1980 die Ministerien wieder getrennt wurden, war er ab dem 6. November 1980 in gleicher Funktion nur noch beim Bundesminister für Verkehr tätig. Nach der Wahl von Helmut Kohl zum Bundeskanzler schied Mahne am 4. Oktober 1982 aus dem Amt.
Von 1991 bis 1999 war Mahne Vorsitzender der Betriebs- und Verwaltungsgesellschaft des Senders Radio Lippe.